# Летище „Шарлероа-Брюксел-юг“
Летище „Шарлероа-Брюксел-юг“ е летище в Белгия. Намира се в квартал Госли в град Шарлероа, провинция Валония, на 46 километра южно от Брюксел
През 2008 г. е открит нов терминал. Капацитетът му е 5 милиона пътници годишно, което означава, че през 2010 г. летището надвишава своя капацитет, като достига до 5 195 372 обслужени пътника. През 2011 г. летище Шарлероа е наградено от Skytrax.com с „Второто най-добро летище за нискотарифни полети“ след летище Станстед, Лондон.
На летището също са разположени и известни авиационни училища като Белгийското училище за пилоти, което предлага цялостно обучение на пилоти, и Брюкселското авиационно училище, предлагащо обучение за любителска авиация и нощтна квалификация използвайки авиационно обучителен метод както и други квалификации с BFS.
„Аеропол“ – научният парк на Валония (Science Parks of Wallonia), също се намира в близост до летището.

## Превозвачи и дестинации
От летище Шарлероа се изпълняват 85 редовни линии и 18 сезонни, които включват основни европейски столици и градове, както и много южни дестинации, като София, Аликанте, Бергамо, Мадрид, Истанбул, Белград, Будапеща, Осло, Стокхолм и много други. Авиокомпаниите, които оперират на летище Шарлероа са Ер Алжир, Брюселс Еърлайнс, Белавиа, Лаудамоушън, Пегасус Еърлайнс, Райънеър, ТуйФлай Белйджъм и Уиз Еър.
| Авиокомпания      | Град – Летище |
| ----------------- | --- |
| Air Algerie       | Алжир |
| Belavia           | Минск |
| Brussels Airlines | Гваделупа, Фор дьо Франс |
| Lauda             | Виена |
| Pegasus Airlines  | Истанбул Сабиха Гьокчен |
| Ryanair           | Агадир, Аликанте, Анкона, Атина, Баня Лука, Бари, Барселона Ел Прат, Биариц, Болоня, Бордо, Братислава, Бриндизи, Валенсия, Варшава Модлин, Вилнюс, Вроцлав, Дъблин, Единбург, Будапеща, Букурещ Отопени, Венеция Тревизо, Каляри, Каркасон, Комизо, Копенхаген, Краков, Ламеция Терме, Лансароте, Лисабон, Мадрид, Малага, Манчестър, Маракеш, Марсилия, Милано Бергамо, Надор, Наполи, Палермо, Палма де Майорка, Перпинян, Пескара, Пиза, Подгорица, Порто, Прага, Рабат, Рига, Рим Чампино, Сантандер, Сарагоса, Севиля, Солун, София, Танжер, Тел Авив, Тенерифе-юг, Торино, Тулуза, Уджда, Фаро, Фес, Фуертевентура |
| TUIfly Belgium    | Алжир, Аликанте, Беджая, Гран Канария, Казабланка, Константин, Малага, Мурсия, Надор, Оран, Рабат, Танжер, Тенерифе-юг, Тулон, Тунис, Уджда, Фес, Хургада, Шарм еш-Шейх |
| Wizz Air          | Будапеща, Букурещ Отопени, Варшава Шопен, Кишинев, Клуж-Напока, Крайова, Кутаиси, Любляна, Сибиу, Скопие, София, Тимишоара, Яш |

## Транспортни връзки
Автобусни
Локалните автобуси TEC, движищи се между летището и централната гара на Шарлероа. Съществуват и други автобусни линии между градове в съседни страни, като Люксембург, Айндховен, Тионвил, Антверпен, Льовен. Съществува и автобусна линия от летището до Южната Брюкселска железопътна гара.
Железопътни
Специалният автобус – Летищен Експрес А, може да се използва за връзка с Южната железопътна гара в Шарлероа. Възможно е закупуването на комбиниран билет за автобус и влак до всяка гара в Белгия.
Автомобилни
Летището е достъпно по магистрала A3 (E40), която е от Брюксел до Лиеж и Лил

## Статистика
| Година | Пътници   | Разлика |
| ------ | --------- | ------- |
| 2001   | 773 431   | -       |
| 2002   | 1 271 979 | 64,45%  |
| 2003   | 1 803 587 | 41,19%  |
| 2004   | 2 034 797 | 12,81%  |
| 2005   | 1 873 349 | 8,61%   |
| 2006   | 2 166 360 | 15,64%  |
| 2007   | 2 458 255 | 13,47%  |
| 2008   | 2 957 026 | 20,28%  |
| 2009   | 3 937 187 | 33,14%  |
| 2010   | 5 195 372 | 32%     |
| 2011   | 5 901 007 | 15,18%  |
| 2012   | 6 516 427 | 10,43%  |
| 2013   | 6 786 979 | 4,15%   |
| 2014   | 6 439 957 | 5,1%    |
| 2015   | 6 956 000 | 8,01%   |

## Аварии и инциденти
На 8 април 2011 г. нидерландски „F-16“ прави аварийно кацане на летището поради техническа повреда в едина от предавките за кацане. Самолетът се приземява по корем. Пилотът не е пострадал.